# とっぱちからくさやんつきラーメン
とっぱちからくさやんつきラーメンは、かつてサンヨー食品が発売していた豚骨味のインスタントラーメンである。正式名称はサッポロ一番 とっぱちからくさやんつきラーメン。

## 概要
1987年（昭和62年）に袋麺として販売。そのヒットを受けて、翌1988年（昭和63年）にはカップ麺も発売された。商品名の由来は福岡の方言（博多弁）で「すぐにやみつきになるラーメン」。CMは、電通でCM制作に携わるようになって間もない頃の佐藤雅彦が担当した。
2008年にカップ麺が復刻され、従来の「とんこつ味」に加えて「塩とんこつ味」も発売された。また、2013年7月にはサンヨー食品の創業60周年記念商品として、袋麺（5個パック）とタテ型カップのカップ麺も発売されている。